# NSK Brave Bearies
Gli NSK Brave Bearies (日本精工ブレイブベアリーズ?, Nippon Seikō Bureibu Bearīzu) sono una squadra di softball femminile giapponese con sede a Konan, Shiga. Sono membri della West Division della Japan Diamond Softball League (JD.League).

## Storia
I Brave Bearies furono fondati nel 1972 come squadra di softball della NSK.
La Japan Diamond Softball League (JD.League) fu fondata nel 2022, e i Brave Bearies si unirono alla nuova lega come membri della West Division.

## Roster attuale
Aggiornato all'aprile 2022.
| Ruolo         | N.         | Nome              | Età        | Altezza             | Batte      | Lancia     | Note       |
| Giocatrici    | Giocatrici | Giocatrici        | Giocatrici | Giocatrici          | Giocatrici | Giocatrici | Giocatrici |
| ------------- | ---------- | ----------------- | ---------- | ------------------- | ---------- | ---------- | ---------- |
| Lanciatrici   | 16         | Akane Arimoto     | 25 anni    | 163 cm (5 ft 4 in)  | Sinistro   | Destro     |            |
| Lanciatrici   | 19         | Nanami Kurihara   | 21 anni    | 173 cm (5 ft 8 in)  | Sinistro   | Destro     |            |
| Lanciatrici   | 20         | Reina Yamada      | 27 anni    | 155 cm (5 ft 1 in)  | Destro     | Destro     |            |
| Lanciatrici   | 29         | Asuka Goto        | 26 anni    | 163 cm (5 ft 4 in)  | Destro     | Destro     |            |
| Ricevitrici   | 2          | Hanako Shigeishi  | 27 anni    | 159 cm (5 ft 3 in)  | Sinistro   | Sinistro   |            |
| Ricevitrici   | 25         | Utano Kuwabata    | 26 anni    | 163 cm (5 ft 4 in)  | Destro     | Destro     |            |
| Interne       | 1          | Yuzuki Sawa       | 24 anni    | 161 cm (5 ft 3 in)  | Destro     | Destro     |            |
| Interne       | 4          | Yumi Sudo         | 27 anni    | 159 cm (5 ft 3 in)  | Destro     | Destro     |            |
| Interne       | 5          | Mika Kuroki       | 25 anni    | 157 cm (5 ft 2 in)  | Sinistro   | Destro     |            |
| Interne       | 6          | Marumi Minakata   | 26 anni    | 160 cm (5 ft 3 in)  | Sinistro   | Destro     |            |
| Interne       | 8          | Imari Uehara      | 31 anni    | 158 cm (5 ft 2 in)  | Sinistro   | Destro     |            |
| Interne       | 10         | Honoka Matsuo     | 29 anni    | 162 cm (5 ft 4 in)  | Sinistro   | Destro     |            |
| Interne       | 11         | Yuka Matsumoto    | 31 anni    | 151 cm (4 ft 11 in) | Sinistro   | Destro     |            |
| Interne       | 15         | Kazusa Kubo       | 25 anni    | 166 cm (5 ft 5 in)  | Destro     | Destro     |            |
| Interne       | 24         | Riho Okada        | 27 anni    | 159 cm (5 ft 3 in)  | Sinistro   | Destro     |            |
| Esterne       | 7          | Ibuki Oho         | 22 anni    | 159 cm (5 ft 3 in)  | Sinistro   | Destro     |            |
| Esterne       | 9          | Ruri Tanaka       | 31 anni    | 158 cm (5 ft 2 in)  | Sinistro   | Destro     |            |
| Esterne       | 17         | Yuri Takahara     | 31 anni    | 160 cm (5 ft 3 in)  | Sinistro   | Destro     |            |
| Esterne       | 21         | Miki Miyamura     | 22 anni    | 161 cm (5 ft 3 in)  | Sinistro   | Destro     |            |
| Esterne       | 26         | Aika Sakai        | 23 anni    | 162 cm (5 ft 4 in)  | Sinistro   | Destro     |            |
| Staff tecnico |            |                   |            |                     |            |            |            |
| Manager       | 30         | Takayuki Morisawa | 58 anni    | -                   | -          | -          |            |
| Coach         | 31         | Nana Tanabe       | 36 anni    | -                   | -          | -          |            |
| Coach         | 32         | Saki Nagamizo     | 34 anni    | -                   | -          | -          |            |